# Echo (pismo)
Echo – tygodnik literacko-teatralno-artystyczny wydawany w Krakowie od 6 października 1877 do 20 grudnia 1879 pod redakcją Zygmunta Przybylskiego i A. Mastalskiego (od 4 października 1879).
Początkowo wydawcą pisma był J. Hopcas, a od 4 października 1879 Zygmunt Przybylski. Na łamach ukazywały się głównie recenzje i artykuły komentujące życie literackie i artystyczne. Jedyne zachowane egzemplarze pisma znajdują się w Österreichische Nationalbibliothek w Wiedniu.